# Ноче (приток Адидже)
Но́че (итал. Noce; диал. Nós) — река на севере Италии, основной правый приток Адидже, протекает по территории провинции Тренто в Трентино-Альто-Адидже.
Длина реки составляет 80 км, площадь водосборного бассейна — 1370 км².
Ноче начинается на восточных склонах горы Корно-дей-Три-Синьоре в массиве Ортлес. Протекает затем через  горный массив Брента  в Доломитовых Альпах. В верхней половине течёт преимущественно на восток, в нижней — на юг. Впадает в Адидже около Дзамбаны.
В среднем течении около Клес на реке устроено водохранилище Санта-Джустина.
Основные притоки: левые — Ноче-Бьянко, Раббьес, Пескара, Новелла; правые — Вермильяна, Меледрио, Трезеника.